# Restonica
Restonica – rzeka we Francji, przepływająca przez teren departamentu Górna Korsyka, o długości 18,1 km. Stanowi dopływ rzeki Tavignano.